# Will Jennings
Wilbur Herschel Jennings (Kilgore, 27 giugno 1944 – Tyler, 6 settembre 2024) è stato un cantautore statunitense.

## Biografia
Studiò in Texas e nel 1967 si laureò in Lettere. Nel corso della sua carriera scrisse testi per una vasta gamma di artisti tra cui Steve Winwood, Eric Clapton (sua è Tears in Heaven), BB King, Joe Sample, Rodney Crowell, Mariah Carey, Jimmy Buffett, Barry Manilow, Peter Wolf, Whitney Houston (Didn't We Almost Have It All), Joe Cocker (Up Where We Belong), Barry Manilow (Looks Like We Made It) e Roy Orbison. Con Winwood realizzò una serie di album. Lavorò anche in molte occasioni come autore di canzoni per film. La più famosa in tal senso è My Heart Will Go On, di cui scrise il testo (la musica è di James Horner), interpretata da Céline Dion e inserita nel film Titanic. Il brano gli valse un Oscar, già vinto da Jennings per il brano Up Where We Belong, presente nel film Ufficiale e gentiluomo. Nel 2000 fu autore dei testi in inglese del musical francese Notre-Dame de Paris. Nel 2002 lavorò sempre con Horner per il film A Beautiful Mind.